# Wojciech Łazarek
Henryk Apostel (Łódź, 1937. október 4. – 2023. december 13.) lengyel labdarúgó, középpályás, edző, a lengyel válogatott szövetségi kapitánya (1986–1989).

## Pályafutása

### Játékosként
1961-ben a Łódź csapatában kezdett el játszani, majd a Start Łódźban folytatódott a karrierje. 1966-ban leigazolta Lechia Gdańsk, ahol 5 évet töltött el.

### Edzőként
Futballpályafutása befejezése után edzőként kezdett dolgozni. Edzői pályafutását 1968-ban kezdte a Wybrzewa junior csapatában. Felnőtt szinten 1971-ben debütált vezetőedzőként az MRKS Gdánskinál, ahonnan 1974-ben a 
Lechia Gdańsk vezetőedzője lett. Több kisebb lengyel csapatot is edzett, mígnem 1980-ban a Lech Poznań vezetőedzője lett. Edzőként a Lechnél érte el a végső áttörést, 1982–83-ban először lengyel bajnoki címre vezette a klubot, majd a következő szezonban megismételte ezt az eredményt.
A Lechtől egy rövid időre a svéd Trelleborg élére került, majd a lengyel válogatott edzőjeként visszatért a  hazájába. Ezt a tisztséget 1989-ig töltött be, ezután Egyiptomban, Izraelben és Szaúd-Arábiában is edzősködött. 2002 és 2004 között a szudáni válogatott vezetőedzője volt, megnyerte a CECAFA-kupa bronzérmet. Pályafutását a lengyel harmadosztályban játszó Narew Ostrołęka vezetőedzőjeként fejezte be.

## Magánélete
A fia, Grzegorz Łazarek (1964–2018) labdarúgó volt.

## Sikerei, díjai

### Edzőként
Lech Poznań
- Lengyel bajnokság (2): 1983, 1984
- Lengyel kupa (2): 1982, 1984

### Egyéni
- Az év edzője (2): 1983, 1984

## Fordítás
- Ez a szócikk részben vagy egészben  a   Wojciech Łazarek című angol Wikipédia-szócikk fordításán alapul.  Az eredeti cikk szerkesztőit annak laptörténete sorolja fel. Ez a jelzés csupán a megfogalmazás eredetét és a szerzői jogokat jelzi, nem szolgál a cikkben szereplő információk forrásmegjelöléseként.